# Arzier
Arzier is een gemeente en plaats in het Zwitserse kanton Vaud, en maakt deel uit van het district Nyon.
Arzier telt 2014 inwoners.